# Galería Bau Xi
La galería Bau-Xi es una galería de arte comercial con oficinas en Vancouver, Toronto y Seattle. La galería de Vancouver se inició en 1965. La ubicación estratégica sirve para exhibir obras de arte. El museo está situado directamente enfrente de la Galería de Arte de Ontario, en Dundas Street West, en el corazón del centro de Toronto. En 2002 la Galería Foster-White, ubicado en la plaza Pioneer Seattle fue comprada por la familia Huang.
La Galería Bau-Xi Gallery típicamente exhibe y vende pinturas, también se ocupa de la escultura y la impresión. La mayoría de los artistas son de Canadá y algunos americanos. Se realizan exhibiciones mensuales. El nombre de la galería se traduce como "gran regalo".